# Rancho Neverland

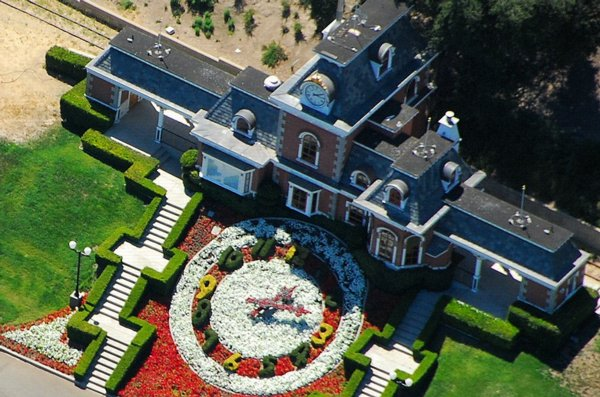
Estación de trenes del rancho.

Sycamore Valley Ranch, anteriormente Neverland Valley Ranch o Neverland Ranch o simplemente Neverland es una propiedad ubicada en Santa Bárbara, California, Estados Unidos, cerca de  Los Olivos, California que perteneció al cantante estadounidense Michael Jackson (1958-2009). El rancho está a ocho millas (13 km) al norte de Santa Ynez, California
El nombre de Neverland (El país de Nunca Jamás en español) proviene del paraíso de la fantasía de la historia de Peter Pan, donde los niños nunca crecían. Jackson nombró así la propiedad y la decoró con numerosos adornos de este cuento, ya que se consideraba a sí mismo como un nuevo Peter Pan, dado su carácter pueril, siendo el personaje del cuento infantil, Peter Pan, su ídolo. Neverland era el lugar preferido de Michael Jackson, que solía pasar el tiempo ahí con su familia, amigos y niños.

## Ubicación
El rancho está situado cerca de 13 km al norte de la ciudad de Santa Ynez. La propiedad tiene una superficie de más de once kilómetros cuadrados. El área que rodea a Neverland estaba ocupada antes por ranchos con ganado, que ahora se cultivan como viñedos.

### Descripción
El rancho de Jackson era usado como hogar y como parque de atracciones (privado), desde que las instalaciones se inauguraron en 1989. El cantante se lo compró en el año 1987 al empresario William Bone por 18 millones de dólares aproximadamente.
Dentro de Neverland podían encontrarse, entre otras cosas, una sala de cine con aproximadamente 50 butacas, un zoológico y un parque temático con una noria, un carrusel, un largo ferrocarril y una montaña rusa. Todas estas instalaciones fueron adquiridas por Jackson para entretener a los numerosos niños con enfermedades terminales que recibía en el rancho por quienes siempre había brindado ayudas altruistas y en su afán por mantenerse próximo a su infancia.
El zoológico de Neverland contaba con diversos animales exóticos, como el mono Bubbles, famosa mascota de Jackson. Cuando fue desmantelado, dos leones de este zoológico fueron acogidos por la actriz Tippi Hedren en una granja que ella fundó para animales antes empleados en rodajes de Hollywood.

### Edificio
El rancho conocido como Neverland Valley Ranch, ubicado en  Los Olivos, California, fue adquirido por Michael Jackson en el año 1987 por un valor de 17 millones de dólares. A principios de 2002, el programa The Tonight Show estimó que el rancho Neverland estaba valorado en aproximadamente 100 millones de dólares. Por otra parte, el asesor del condado de Santa Bárbara declaró su valor en 150 millones de dólares para efectos fiscales. Sin embargo, la revista Forbes estima que la propiedad puede valer mucho más que eso.
Durante una subasta de recuerdos de la familia Jackson, funcionarios de la empresa de subastas hallaron un contrato de 1987 a nombre de Michael Jackson con descripción detallada por 14 millones de dólares (lo que equivaldría a 30 millones en 2008) referida a la compra de la tierra que se convirtió en Neverland.
El rancho se vendió en 2019 por aprox. 30 millones de dólares.

## Problemas legales
El 22 de octubre de 2007 se hizo público un proceso de embargo al rancho Neverland, sin embargo, el portavoz de Jackson informó que esto era meramente el inicio de un trámite para el refinanciamiento de la propiedad.
El 25 de febrero de 2008, Jackson recibió una nota de la empresa financiera apoderada del título advirtiéndole sobre la subasta de la propiedad si no cancelaba 24 525 906 de dólares antes del 19 de marzo. La subasta incluía no solo el terreno, sino también los edificios, atracciones y juegos mecánicos, así como obras de arte. El 13 de marzo de 2008, Londell McMillan, abogado de Jackson, anunció que se había logrado alcanzar un arreglo extrajudicial con el grupo privado de desarrollo Fortress Investment, con el que Jackson salvaría su posesión sobre el rancho. Antes de llegar al acuerdo, Jackson debía  tres meses de atraso sobre la propiedad.
El 12 de mayo de 2008, la disputa por el remate del rancho fue cerrada después de que la empresa Colony Capital LLC, comprara la hipoteca. Jackson estaba en plena posesión de su propiedad de 2500 acres. En un comunicado de prensa, Michael indicó: «Estoy muy complacido con los recientes avances en lo relativo al rancho Neverland, y estoy en negociaciones con Colony y Tom Barrack para arreglar lo concerniente al rancho y poder enfocarme al fin en el futuro».
El 11 de noviembre de 2008, Jackson transfirió el título de propiedad del rancho a la empresa Sycamore Valley Ranch Company LLC. De manera inmediata, los vecinos notaron actividad en el rancho, incluyendo el desmantelamiento de las atracciones mecánicas. [cita requerida]
Jackson aún conservaba una parte desconocida de participación en el proyecto pues Sycamore Valley Ranch fue una alianza estratégica entre Jackson (representado por su abogado L. Londell McMillan) y la empresa afiliada de Colony Capital LLC (una compañía de bienes raíces propiedad del multimillonario Thomas Barrack, Jr). [cita requerida]
La oficina del asesor del Condado de Santa Bárbara afirmó que Jackson vendió una cantidad desconocida del rancho por USD $35 millones. El cantante dijo que el motivo fue que ya no sentía a Neverland como su hogar, después de que 70 policías entraran a su propiedad y la profanaran en busca de evidencias durante las investigaciones de conducta sexual indecente por las que se le acusaba en 2005, durante la serie de juicios en que Jackson fue investigado por nuevas sospechas de abuso infantil; fueron los actores Elizabeth Taylor y Macaulay Culkin amigos cercanos del cantante y a quienes recibió en su rancho en numerosas ocasiones, los que testificaron en todo momento a su favor afirmando que todas las acusaciones en su contra eran ridículas, posteriormente se probó su inocencia. 
Tras la muerte de Michael Jackson en 25 de junio de 2009, informes de prensa durante el 28 y 29 de junio de 2009 indicaron que la familia Jackson deseaba darle sepultura en el rancho Neverland, para finalmente transformarlo en un sitio de peregrinaje para sus admiradores (similar a lo que sucedió con la mansión Graceland, que se transformó en una visita obligada para todos los fanáticos de Elvis Presley). Sin embargo, el padre de Michael, Joe Jackson, negó estas afirmaciones. Posteriormente se habría rumoreado que la familia negociaba con las autoridades un permiso de enterramiento, que sería excepcional pues no se permiten sepulturas en terrenos privados.
Todos estos rumores al final demostraron ser falsos en septiembre de 2009, cuando el cuerpo de Michael Jackson fue sepultado en el Forest Lawn Memorial Park, un cementerio privado de Los Ángeles donde únicamente se tiene acceso con un permiso de la familia.

## Actualidad
En marzo de 2019, a raíz de la publicación del documental "Leaving Neverland" en el que se acusaba nuevamente a Michael Jackson de abusos sexuales a menores, el valor del rancho se desplomó.
Actualmente la propiedad es llamada Sycamore Valley Ranch y está tasada en 67 millones de dólares en poder de la empresa Joyceray.